# 流動性風險
流动性风险是一种金融风险，是指有清偿能力的金融機構无法及时获得充足资金償還到期的债务。當流动性风险出現時往往也会加剧其他风险（例如信用風險）。